# فرودگاه نیروی هوایی سلطنتی دونردی
فرودگاه نیروی هوایی سلطنتی دونردی (به انگلیسی: RAF Dounreay) یک فرودگاه نظامی است . این فرودگاه در کشور انگلستان قرار دارد و در ارتفاع ۳۴ متری از سطح دریا واقع شده است.